# Primera División 2025 (Bolivia)
La Primera División 2025 è la 48ª edizione della massima serie del campionato di calcio boliviano, l'8ª in seguito alla riforma del campionato. Il campionato sarebbe dovuto iniziare il 14 febbraio 2025 per terminare nel dicembre successivo, ma in seguito ai ritardi nella risoluzione di alcuni casi disciplinari ha visto uno spostamento della data di inizio al 30 marzo.
La squadra campione in carica è il Bolívar, che ha vinto il suo trentunesimo titolo nazionale nell'edizione 2024.

## Stagione

### Novità
Dalla stagione precedente sono stati retrocessi Real Santa Cruz e Royal Pari, ultimi due classificati del campionato. Al loro posto sono stati promossi ABB, vincitore della Copa Simon Bolivar e al debutto in massima serie, e CDT Real Oruro, vincitore degli spareggi promozione/retrocessione.

### Formula
L'11 marzo 2025, in seguito alla risoluzione dei casi disciplinari riguardanti Royal Pari e Aurora, il consiglio della Primera División ha a annunciato il formato della competizione, costituito da un girone unico. Le 16 squadre partecipanti giocano quindi un girone all'italiana con gare di andata e ritorno, per un totale di 30 giornate. Al termine di esse, la squadra prima classificata è campione di Bolivia e si qualifica per la Coppa Libertadores 2026 insieme con seconda e terza classificate e la vincente della Copa Bolivia, mentre le squadre classificate dal quarto al sesto posto ottengono la qualificazione per la Coppa Sudamericana 2026. L'ultima classificata viene retrocessa, mentre la penultima gioca uno spareggio promozione/retrocessione per la permanenza in massima serie.

## Squadre partecipanti
| Club                  | Città                   | Stagione precedente                          |
| --------------------- | ----------------------- | -------------------------------------------- |
| ABB                   | El Alto                 | Copa Simon Bolivar                           |
| Always Ready          | El Alto                 | 4° in Apertura - girone C, 5° in Clausura    |
| Aurora                | Cochabamba              | Quarti di finale di Apertura, 4° in Clausura |
| Blooming              | Santa Cruz de la Sierra | 3° in Apertura - girone B, 7° in Clausura    |
| Bolívar               | La Paz                  | Campione di Bolivia                          |
| CDT Real Oruro        | Oruro                   | Copa Simon Bolivar                           |
| Guabirá               | Montero                 | 3° in Apertura - girone C, 14° in Clausura   |
| Ind. Petrolero        | Sucre                   | Semifinali di Apertura, 10° in Clausura      |
| Nacional Potosí       | Potosí                  | Quarti di finale di Apertura, 6° in Clausura |
| Oriente Petrolero     | Santa Cruz de la Sierra | 3° in Apertura - girone D, 11° in Clausura   |
| Real Tomayapo         | Tarija                  | 3° in Apertura - girone A, 8° in Clausura    |
| San Antonio Bulo Bulo | Entre Ríos              | Campione di Apertura, 13° in Clausura        |
| San José              | Oruro                   | Quarti di finale di Apertura, 3° in Clausura |
| The Strongest         | La Paz                  | Semifinali di Apertura, 2° in Clausura       |
| Universitario Vinto   | Cochabamba              | Finale di Apertura, 12° in Clausura          |
| Wilstermann           | Cochabamba              | 4° in Apertura - girone D, 9° in Clausura    |

## Classifica finale
|                    | Pos. | Squadra               | Pt  | G | V | N | P | GF | GS | DR |
| ------------------ | ---- | --------------------- | --- | - | - | - | - | -- | -- | -- |
| Bolivia (bandiera) | 1.   | ABB                   | 0   | 0 | 0 | 0 | 0 | 0  | 0  | 0  |
|                    | 2.   | Always Ready          | 0   | 0 | 0 | 0 | 0 | 0  | 0  | 0  |
|                    | 3.   | Blooming              | 0   | 0 | 0 | 0 | 0 | 0  | 0  | 0  |
|                    | 4.   | Bolívar               | 0   | 0 | 0 | 0 | 0 | 0  | 0  | 0  |
|                    | 5.   | CDT Real Oruro        | 0   | 0 | 0 | 0 | 0 | 0  | 0  | 0  |
|                    | 6.   | Guabirá               | 0   | 0 | 0 | 0 | 0 | 0  | 0  | 0  |
|                    | 7.   | Ind. Petrolero        | 0   | 0 | 0 | 0 | 0 | 0  | 0  | 0  |
|                    | 8.   | Nacional Potosí       | 0   | 0 | 0 | 0 | 0 | 0  | 0  | 0  |
|                    | 9.   | Oriente Petrolero     | 0   | 0 | 0 | 0 | 0 | 0  | 0  | 0  |
|                    | 10.  | Real Tomayapo         | 0   | 0 | 0 | 0 | 0 | 0  | 0  | 0  |
|                    | 11.  | San Antonio Bulo Bulo | 0   | 0 | 0 | 0 | 0 | 0  | 0  | 0  |
|                    | 12.  | San José              | 0   | 0 | 0 | 0 | 0 | 0  | 0  | 0  |
|                    | 13.  | The Strongest         | 0   | 0 | 0 | 0 | 0 | 0  | 0  | 0  |
|                    | 14.  | Universitario Vinto   | 0   | 0 | 0 | 0 | 0 | 0  | 0  | 0  |
|                    | 15.  | Wilstermann           | 0   | 0 | 0 | 0 | 0 | 0  | 0  | 0  |
|                    | 16.  | Aurora (-33)          | -33 | 0 | 0 | 0 | 0 | 0  | 0  | 0  |

Legenda:
      Campione di Bolivia e ammessa alla Coppa Libertadores 2026.
      Ammessa alla Coppa Libertadores 2026.
      Ammesse alla Coppa Sudamericana 2026.
 Ammessa allo spareggio promozione-retrocessione.
      Retrocessione diretta.
Regolamento:
Tre punti per la vittoria, uno per il pareggio, zero per la sconfitta.
Note:
L'Aurora sconta 33 punti di penalizzazione in virtù del caso legato a Gabriel Montaño